# William Francis Giauque
William Francis Giauque (Niagara Falls, 12 de mayo de 1895-Berkeley, 28 de marzo de 1982) fue un químico y profesor universitario estadounidense galardonado con el Premio Nobel de Química en 1949.

## Biografía
William nació en Niagara Falls, en Ontario, Canadá. Emigró junto a su familia a Estados Unidos, de donde provenían sus padres, pero tras la muerte de su padre en 1908, la familia volvió a las cataratas del Niágara, estudiando secundaria en el instituto colegial Niagara Falls.
Tras graduarse, buscó trabajo en varias centrales hidroeléctricas en las cataratas del Niágara debido a razones económicas y querer lograr una carrera en ingeniería eléctrica pero fracasó. Sin embargo, contactó con la Hooker Electro-Chemical Company, Nueva York, que lo instó a aceptar el empleo en su laboratorio. Como consecuencia de ese trabajo, Giaque decidió hacerse ingeniero químico. Después de ser dos años empleado de esa compañía, entró al Chemistry College de la Universidad de Berkeley, donde se licenció en 1920, fue miembro honorable (Fellow) de esa universidad desde 1920 a 1921 y ayudante de James M. Goewey desde 1921 a 1922. Recibió su grado de doctorado química en 1922.
Bajo la supervisión de Gilbert Lewis inició su tarea docente en la Universidad de Berkeley en 1922 como Instructor de Química. Tras pasar a través de los diferentes grados del profesorado, llegó a ser nombrado profesor titular de química en 1934, cargo que ostentó hasta que se retiró en 1962.
En 1932, Giauque contrajo matrimonio con la doctora Muriel Frances Ashley. Tuvieron dos hijos.

## Investigaciones científicas
Giauque se interesó por investigar la Tercera ley de la termodinámica, durante esta investigación experimental estuvo bajo la tutela de profesor G.E. Gibson que comparaba las entropías relativas de cristales con las del cristal de glicerina. Su objetivo principal era demostrar a través de una gama de pruebas apropiadas que: la Tercera ley de la termodinámica es una ley natural básica.
En 1926, propuso un método para observar temperaturas considerablemente inferiores a 1 K (-272,15 °C). Desarrolló un dispositivo magnético de refrigeración según su propio diseño para lograr este resultado, consiguiendo llegar más cerca del cero absoluto que lo que muchos científicos pensaban posible. Este trabajo "trailblazing", aparte de probar una de las leyes fundamentales de la naturaleza condujo a fortificar al acero, mejorar la gasolina y a desarrollar procesos más eficientes en una diversidad de industrias.
Sus investigaciones y la de sus estudiantes incluyeron una gran cantidad de determinaciones de la entropía medidas a baja temperatura, particularmente en gases condensados. Las entropías y otras características termodinámicas de muchos gases también fueron determinadas a través de la estadístoca cuántica y de los niveles de energía moleculares disponibles en la banda espectral, así como de otras fuentes. Sus investigaciones interrelacionadas con la entropía del oxígeno del Dr. Herrick. L. Johnston, condujo al descubrimiento de los isótopos 17 y 18 del oxígeno en la atmósfera terrestre y demostró que los físicos y los químicos habían estado utilizando diversas escalas de peso atómico durante años sin saberlo siquiera.
En 1949 fue galardonado con el Premio Nobel de Química «por sus estudios en termodinámica, especialmente por sus investigaciones sobre las propiedades de las substancias a bajas temperaturas».
| Predecesor: Arne Wilhelm Kaurin Tiselius | Premio Nobel de Química 1949 | Sucesor: Kurt Alder Otto Paul Hermann Diels |

- Datos: Q110073